# Luwan
Luwan var ett stadsdistrikt i Shanghai i östra Kina, vilket inlemmades med Huangpu-distriktet 2011.
Luwan-distriktet utgjorde den östra delen av den franska koncessionen i Shanghai.